# Истр (Франция)
Истр (фр. Istres) — город и коммуна на юго-востоке Франции в регионе Прованс — Альпы — Лазурный Берег, супрефектура департамента Буш-дю-Рон, округ Истр, кантон Истр (фр.).

## Географическое положение
Расположен в 60 км северо-западнее Марселя. Численность населения — 42 773 человека (2007). Истр граничит с озером лагунного типа Этан-де-Берр. 
Площадь коммуны — 113,73 км², население — 42 944 человека (2012), плотность населения — 377,6 чел/км².